# Наращённая форма глагола
Наращённая форма глагола — сложное сказуемое, состоящее из лёгкого глагола и событийного существительного. Примером может служить английское «take a bite out of»: «откусить» семантически похож на простой глагол «bite» «укусить».
Другие названия расширенного глагола включают «расширенное сказуемое», «глагольно-именная фраза» и «делексическая комбинация глаголов». Некоторые определения могут накладывать дополнительные ограничения на конструкцию: ограничение лёгкого глагола одним из фиксированного списка; ограничение появления артиклей, предлогов или наречий внутри сложной фразы; требование, чтобы событийное существительное было идентичным или родственным с синонимичным простым глаголом, или, по крайней мере, требование, чтобы растянутый глагол был синонимом какого-либо простого глагола.
В английском языке наращённая форма глагола встречается чаще, чем соответствующий простой глагол: например, «get rid [of X from Y]» («избавиться [от X из Y]») по сравнению с глаголом «rid [Y of X]» («избавить [Y от X]»); или «offer (one’s) condolences [to X]» («выразить (свои) соболезнования [X]») вместо «condole [with X]» («выразить соболезнование [X]»). Правильное использование растянутых глаголов так же сложно для студентов, изучающих английский язык, как и другие типы словосочетаний.